# Ширинян, Эдгар Арамович
Эдгар Арамович Ширинян (арм. Էդգար Արամի Շիրինյան, 19 марта 1942, Баку — 8 августа 2013, Ереван) — советский и армянский физиолог, фармаколог.

## Биография
Родился 19 марта 1942 года в Баку. В 1965 году окончил ветеринарный факультет Ереванского зооветеринарного института и по приглашению академика АН СССР А. Мнджояна поступил на работу в Институт тонкой органической химии где проработал более 48 лет. После двух лет работы старшим лаборантом, биохимиком, старшим биохимиком (1965—1967), в 1967 году был направлен в Москву в аспирантуру, в лабораторию проблем управления функциями организма человека и животных Института нормальной и патологической физиологии Академии медицинских наук СССР. После окончания аспирантуры в 1971 году вернулся в Институт тонкой органической химии им. А. Л. Мнджояна НАН РА где продолжил работать в должностях младшего (1971—1976), старшего (1976—1986) научного сотрудника, заведующего лабораторией фармакологии сердечно-сосудистой системы (с 1986 г.).

## Область научных исследований и достижений
Фармакология сердечно-сосудистой системы:
- разработка препаратов для лечения гипоксическо-ишемических состояний сердечно-сосудистой системы
- исследование механизмов нервно-гуморальной регуляции при стрессорных состояниях организма

## Научная деятельность
За время обучения в аспирантуре Эдгар Арамович впервые в Советском Союзе разрабатывает спектрофлуорометрические методы определения дофамина и некоторых метаболитов обмена катехоламинов (метанефрина, норметанефрина) и на этой основе, исследовав особенности обмена медиаторов при стресс-реакциях, в 1971 году под руководством доктора медицинских наук, профессора Г.Н.Кассиля и доктора медицинских наук Э. Ш. Матлиной блестяще защищает кандидатскую диссертацию на тему «Обмен катехоламинов при экспериментальной черепно-мозговой травме» по специальности «Физиология человека и животных».
Параллельно Э. А. Ширинян ведет преподавательскую деятельность в Московском II-м медицинском институте. Несмотря на предложение остаться в Москве, Эдгар Арамович возвращается в ИТОХ и переводится на ставку младшего научного сотрудника в лабораторию адренергических механизмов. 
В 1976 возглавляет исследовательскую группу симпато-адреналовой системы, занимается изучением механизмов захвата норадреналина и нейро-гуморальногормональной регуляции при массивной кровопотере и экспериментальной сердечной патологии. 
В 1978  Э. А. Шириняну на конкурсной основе было присуждено научное звание старшего научного сотрудника в области биохимии. Им разрабатывается и внедряется метод комбинированного экспериментального воздействия, позволяющий проводить широкий поиск средств, повышающих выносливость организма, и на этой основе выявляются и защищаются авторскими свидетельствами биоактивные вещества. 
С 1981 Эдгар Арамович начинает проводить фундаментальные исследования по вопросам нейро-эндокринной и фармакологической регуляции резистентности организма к стресс-воздействиям, что явилось новым направлением в исследованиях биологического отдела ИТОХ. Им разрабатываются и внедряются технические приемы создания нормобарической гипоксиигипоксии и геморрагического шока, что приводит к выявлению соединений, обладающих антигипоксическим действием; они также защищаются авторскими свидетельствами. При этом на основе выявленных закономерностей им разрабатывается методологический подход к рациональному поиску соединений, повышающих выносливость организма к недостатку кислорода, а также доказываются некоторые физиологические и биохимические механизмы их действия.
Параллельно с этими исследованиями Э. А. Ширинян разрабатывает и внедряет новые специфические методы флуориметрического определения биогенных аминов и кортикостероидов. Используя эти методы и другие подходы, он изучает роль отдельных звеньев симпато-адреналовой и «гипофиз-кора надпочечников» систем в поддержании резистентности организма к гипоксии,шоковым состояниям и комбинированным экстремальным воздействиям. 
в 1984 Эдгара Арамовича приглашают в Венгрию для передачи опыта постановки экспериментов на предложенных моделях скрининга и совместной научной работы.
В 1986 возглавил лабораторию адренергических механизмов, в 1988 году переименованную в лабораторию фармакологии сердечно-сосудистых средств. Расширил работы по изучению роли адренорецепторов в деятельности сердечно-сосудистой системы, в том числе при стрессовых состояниях организма, а также в области создания новых сердечно-сосудистых препаратов.
В 1989  совместно с Ленинградским исследовательским центром медико-технических проблем  разрабатывается и применяется автоматизированный комплекс для исследования физиологически активных веществ сердечно-сосудистого действия, а в 1990 г. − информационно-измерительный комплекс для исследования влияния физиологически активных веществ на препарат изолированных гладких мышц. 
В связи с распадом СССР и последующей тяжелой экономической ситуацией в Армении научно-экспериментальные планы Эдгара Арамовича Шириняна остались нереализованными. 
В 2011 году по его инициативе в ИТОХ создается отдел по разработке и внедрению нестерильных лекарственных форм биологически активных соединений, была проведена технологическая разработка по усовершенствованию капсульной формы препарата «Ганглерон» с высокой точностью дозирования и повышенной стабильностью. 
Более 50 лет, Ширинян Эдгар Арамович занимался изысканием новых лекарственных препаратов для лечения гипоксическо-ишемических состояний сердечно-сосудистой системы, исследованием механизмов нервногуморальной регуляции при стрессорных состояниях организма.

## Патенты
Способ определения действия антидепрессанта (Изобретение относится к области экспериментальной биологии и медицины и предназначено для изучения действия антидепрессантов и их дифференциации)
Способ получения фракции иридоидов, обладающей способностью повышать физическую работоспособность (Способ получения фракции иридоидов, обладающей способностью повышать физическую работоспособность)

## Сочинения
Автор более 180 научных статей и 19 авторских свидетельств, им выявлены 5 новых биологически активных соединений, предложенных на доклинические исследования

## Ученые степени
- Кандидат биологических наук (1971)
- Академик РАЕН (1998)
- Член (АФ) Российской академии естественных наук (1998)

## Награды
- медаль Вирхова Р. «За особые заслуги в области научных исследований» (2012)
- почетная грамота АФ РАЕН (2012, «В знак признания особых заслуг в области образования и науки и многолетнюю плодотворную работу на благо народа»)

## Семья
- Двоюродный дед-Ширинян Аршак Айрапетович (1883—1920), руководитель армянского освободительного движения, делегат Национального совета Карабаха, член Армянской Революционной Федерация (АРФ), Дашнакцутюн.
- Отец — Ширинян Арам Аванесович (1906—1988), главный архитектор Нагорного Карабаха.